# Domek na drzewie

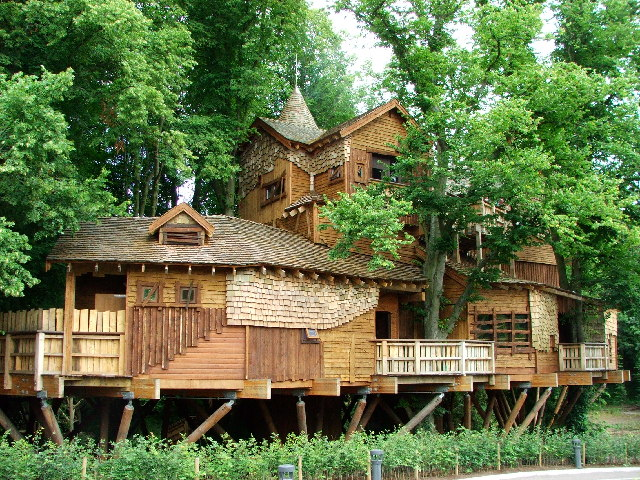
Domek na drzewie w ogrodzie Alnwick w Anglii.

Domek na drzewie lub dom na drzewie – platforma i/lub niewielki budynek zbudowany na gałęziach drzewa, w jego wnętrzu lub wokół pnia. Używane w celach społecznych, rekreacyjnych, obserwacyjnych, a także jako miejsce pracy.

## Zastosowania praktyczne
Domy budowane są zwykle drewna, płyt metalowych i tkaniny. W dżunglach, domy są przymocowane do drzew, aby utrzymać bezpieczną odległość części mieszkalnej od powierzchni ziemi, aby chronić mieszkańców i ich dobytek przed zwierzętami i wrogami takimi jak łowcy głów.
Domy na drzewach są często świetnym rozwiązaniem do budowy ekologicznych domów w odległych obszarach leśnych, ponieważ nie wymagają dużej ilości wolnego miejsca oraz ułatwiają dostęp do światła, które na poziomie gruntu jest ograniczone. Są oczywiście wady takie jak duża wysokość nad ziemią czy ciągła wspinaczka do części mieszkalnej.

## Sposoby mocowania domu
Istnieje wiele technik mocowania konstrukcji do drzewa, które minimalizują uszkodzenia drzewa. Budowa domów na drzewach zwykle zaczyna się od utworzenia sztywnej platformie. Sposoby na usztywnienie platformy to:
- Szczudła – używane na niższych wysokościach, często wprost z gruntu. Szczudła są uważane za najprostszy sposób na wsparcie domów na drzewach. Zmniejszają ciężar platformy i zwiększają bezpieczeństwo. Są wbijane w glebę lub osadzane na betonie.
- Pręty – używane do złagodzenia ciężarów na wyższej wysokości. Układy te są szczególnie przydatne do kontrolowania ruchów powodowanych przez wiatr lub wzrostu drzewa.

Można także wyróżnić:
- Metody nieinwazyjne – nie używają gwoździ, śrub ani nakrętek. Używane przeciw-belki, gwintowane pręty lub wiązania.
- Metody inwazyjne – wszystkie metody, które wykorzystują gwoździe, wkręty, śruby itd. Wymagają nakłucia w drzewie.

## Popularność
Od połowy lat 80. domki na drzewach cieszą się popularnością w krajach europejskich i Stanach Zjednoczonych. Spowodowane to było wzrost zainteresowania problematyką ochrony środowiska oraz jako atrakcje dla dzieci.
Zwiększona popularność doprowadziła do zwiększonego popytu. Istnieje ponad 30 firm w Europie i Stanach Zjednoczonych, zajmujących się projektowaniem i budową domków zarówno do zabawy dla młodszych konsumentów jak i dużych domów mieszkalnych.